# Phichit (stad)
Phichit (Thais: พิจิตร) is een stad in Noord-Thailand. Phichit is hoofdstad van de provincie Phichit en het district Phichit. De stad telde in 2000 bij de volkstelling 33.282 inwoners.

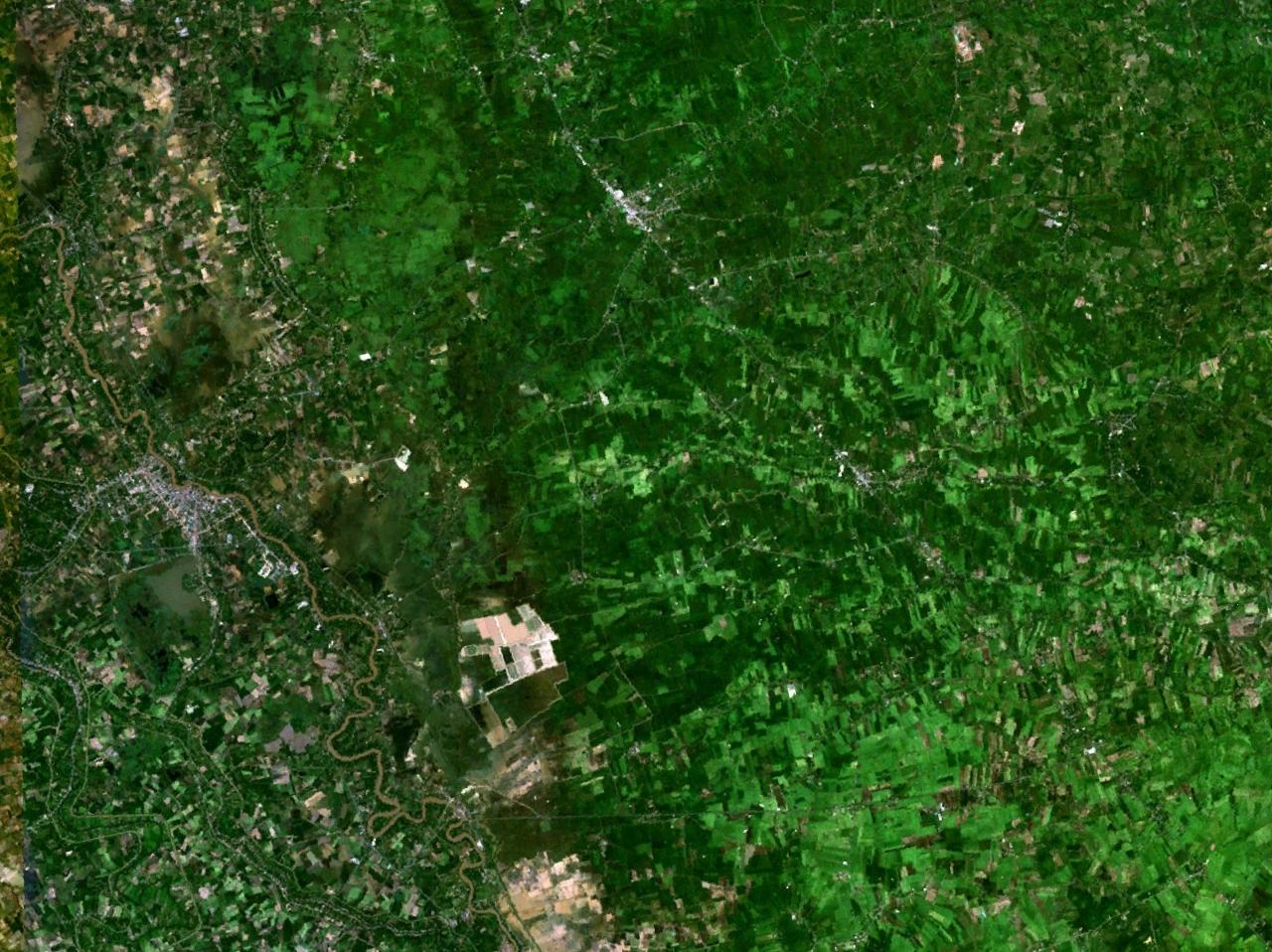
Satellietfoto met Phichit links op de foto

De Nan rivier stroomt door Phichit.